# Narcyz Łubnicki
Narcyz Łubnicki (ur. 19 lutego 1904 w Białymstoku, zm. 22 czerwca 1988 w Lublinie) – polski filozof, wieloletni pracownik Instytutu Filozofii UMCS.

## Życiorys
Studiował filozofię w Wolnej Wszechnicy Polskiej w Warszawie (1920-1925)  oraz w Paryskiej Sorbonie (1928-1929), uzyskując doktorat z filozofii (praca "Critique des elements fondamentaux de la doctrine kantienne" u Lalande'a w roku 1929). W 1929 powrócił do kraju podjął pracę w Wolnej Wszechnicy Polskiej w Łodzi na stanowisku starszego asystenta w Katedrze Logiki i Metodologii, a po nostryfikacji paryskiego doktoratu na Uniwersytecie Warszawskim w 1932 i opublikowaniu rozprawy habilitacyjnej (1934) na stanowisku „docenta w trakcie habilitacji”. Był prezesem łódzkiego oddziału towarzystwa filozoficznego Societas Spinozana Polonica (1930–1939). Okres okupacji spędził w Piotrkowie, Warszawie. Ścigany przez gestapo, opuścił w 1943 Warszawę, ukrywając się we wsi Kraszewo koło Lublina, uczestniczył w tajnym nauczaniu. Do Lublina przyjechał w lipcu 1944 roku w związku z planami powołania do życia uniwersytetu państwowego. Zajął się organizacją lektoratów,  Katedry Filozofii oraz wstępną fazą tworzenia Biblioteki Głównej. W dniu 31 października 1944 roku otrzymał od Prezydium KRN nominację na profesora nadzwyczajnego UMCS, profesorem zwyczajnym został  w roku 1960. W okresie 1949–1954 prowadził tylko zajęcia z logiki oraz lektorat z języka rosyjskiego. W latach 1962–1965 sprawował obowiązki prorektora UMCS. Od 1970 do emerytury (1974) był kierownikiem Zakładu Logiki i Metodologii Nauk  w Instytucie Nauk Filozoficznych i Pedagogicznych  UMCS. Od 1949 był współpracownikiem Komisji Filozoficznej Polskiej Akademii Umiejętności, a od 1960 członkiem Komitetu Nauk Filozoficznych PAN.
Łubnicki był krytykiem i przeciwnikiem metafizyki i teologii. Przyjmował pogląd materialistyczny i ateistyczny, twierdząc o metafizyce, mistyce i religii, że ich przedmiot na pewno, kategorycznie nie istnieje. Filozofię, której był zwolennikiem, nazywał Łubnicki krytycyzmem. Jest on przeciwieństwem metafizyki i odznacza się, zdaniem Łubnickiego, niezależnością myślową. Jest on także naukowy, zgodny z kryteriami naukowości. Jest także przeciwny dogmatyzmowi. Systemy metafizyczne natomiast, zbliżone do religii, poezji nie są naukowe, mogą mieć natomiast walory estetyczne.
W swoich pracach zajmował się głównie historią filozofii, teorią poznania i metodologią nauk, psychologią, antropologią filozoficzną i etyką. 
Za swoją pracę naukową i dydaktyczną profesor Łubnicki otrzymał Krzyż Kawalerski i Krzyż Oficerski i Komandorski Orderu Odrodzenia Polski (1957, 1964, 1979), Medal Komisji Edukacji Narodowej (1973), a także tytuł doktora "honoris causa UMCS" (1982). Pochowany na cmentarzu przy ul. Lipowej w Lublinie.

## Prace
- Zarys logiki (semantyka i logika formalna), Lublin 1964.
- Nauka poprawnego myślenia, Warszawa 1965.
- Światopoglądy, Warszawa 1973.